# Hilda Bernard
Hilda Sarah Bernard (Puerto Deseado, 29 de outubro de 1920 – Buenos Aires, 20 de abril de 2022) foi uma atriz argentina de longa trajetória, conhecida internacionalmente por sua atuação na telenovela Chiquititas.

## Biografia
Filha de pai inglês (de origem de belga) e mãe austríaca, tinha dois irmãos: Raquel e Jorge, que foi jogador de rúgbi (de quem se lembra, ao contrário dela, acordar sempre mal-humorado - o que fez a atriz refutar que, ao contrário de sempre fazer papéis de pessoa má, ser alguém que "acorda já querendo bailar").
Hilda Bernard foi casada duas vezes. A primeira foi com o presidente da Associação Argentina de Emissoras, Horacio Zelada. A segunda foi com o produtor, escritor e diretor Jorge Goncalvez, de quem ficou viúva em 1983. Tem uma filha chamada Patricia, um neto, Emiliano e um bisneto chamado Lautaro.

## Trajetória artística
Ela decidiu deixar a escola para começar a estudar no Conservatorio Nacional de Arte Dramático, onde teve como professor Antonio Cunill Cabanellas e como colega a atriz María Rosa Gallo. Em 1941 realizou seu primeiro trabalho no Teatro Nacional Cervantes como uma vendedora de tortas no trabalho Martín Fierro, onde ele também ganhou um concurso e fez seus primeiros papéis como uma jovem dama, sendo dirigida por Orestes Caviglia o Enrique de Rosas.
Em 1942 entrou para a emissora de rádio El Mundo, onde fez vários folhetins atuando com os atores  Oscar Casco, Eduardo Rudy e Fernando Siro. Depois foi na Rádio Splendid onde participou de peças radiofônicas escritas por Nené Cascallar até que finalmente voltou para a Rádio El Mundo, onde protagonizou No quiero vivir así e Alguien para querer. Em 1952 ele fez sua primeira atuação cinematrográfica no filme Mala gente, de Don Napy. Nos primeiros anos de televisão estrelou com Siro Esos que dicen amarse, de Alberto Migré.
Trabalhou 16 anos no teatro. Estrelou a telenovela Esos que dicen amarse junto a Fernando Siro, dedicando-se desde então à televisão.
Hilda Bernard atuou em séries como Los suicidios constantes (1961), por Canal 13; Su comedia favorita (1965), que passou cinco anos na tela com scripts de Alberto Migré; Mujeres en presidio (1967), transmitido por Canal 9; Muchacha italiana viene a casarse (1969), con Gabriela Acher; Alta comedia (1971), com duração de 90 minutos e direção de María Herminia Avellaneda; Malevo (1972), compôs um ciclo dramático a Amanda Viale; entre outros.
Tempo depois, em 1976 e com duração de uma hora, ela se juntou ao elenco de uma das versões de El amor tiene cara de mujer. Depois de várias obras de diferentes emissoras de TV, acompanhou Amelia Bence em Las 24 horas, programa que estreou entre 1981 e 1985 pela companhia Proartel S.A. e, no teatro, atuou em obras como Cuarteto, Fetiche, Mujeres por la identidad, Cien años de Belgrano, El último encuentro, entre outras.
Ela participou de 20 filmes, incluindo Vení conmigo (1973), Autocine mon amour (1972), Enigma de mujer (1956), Historia de una soga, com Susana Campos; y Mala gente. Teve papéis importantes em Historia de una... participou como dubladora.
Ela co-estrelou com atores como Chela Ruiz, Betiana Blum, Eduardo Rudy y Julio Heredia. A partir de meados da década de 1980 na televisão cumprida figuras proeminentes como Ana (El camionero y la dama), Amelia (María de nadie), Giovanna (Mujer comprada), Feliciana y (Pasiones).
Desde os anos 1990 ela teve de se adaptar a papéis mais consistentes para sua idade e foi chamado a atuar em vários episódios da série de TV Celeste, com 172 capítulos que contava com o protagonismo de Andrea del Boca. Posteriormente a este, fez o papel de Elisabetta Di Velletra em Cosecharás tu siembra (1991) e a Madame Guerrero em Manuela, feita na Itália.
Em 1995 participou da novela infantil: Chiquititas, que foi ao ar até 2001 e dirigida por Cris Morena, que também dirigiu durante 2002 e 2003 em Rebelde Way. Viajou a Israel com todo o elenco em turnê por 15 dias e trabalhou em Floricienta. Dirigida por Damián Szifron, participou de Los simuladores em um capítulo. Em 1999 se apresentou no Museu Larreta de Belgrano e atuou em Bien de amores, com Silvina Bosco, e em Las de Barranco Ela desempenhou um papel de apoio ao lado de Victoria Carreras no Teatro Nacional Cervantes. Em 2004 fez sua antepenúltima aparição no filme Cama adentro, de Jorge Gaggero.

## Últimos anos
Em 2005, com 84 anos, foi contratada para fazer uma personagem cômica em Cuando te mueras del todo, compondo uma velha hippie no Chacarerean Teatre. Naquele mesmo ano ela retornou ao gênero de novela em Se dice de amor, protagonizada por Juan Darthés e Eugenia Tobal. Em 2007 entrou no elenco feminino de Fetiche, obra com teoria biodramática e com scripts de José María Muscari, cujas apresentações foram realizadas no Teatro Sarmiento com duração de 90 minutos cada uma e participou de Los cuentos de Fontanarrosa, do Canal 7 argentino. Em suas últimas aparições no show a sua participação nos destaques de comédia La niñera, com Florencia Peña; El patrón de la vereda e Socias. Lá, ela fez um papel cômico de uma mãe, Mercedes Morán, que surgia com comentários e discussões em vários momentos ou cenas da série.
Cruzando gêneros diferentes, uma de suas últimas performances foram de acompanhamento Carla Peterson e Mike Amigorena em 12 episódios de Los exitosos Pells, pelo canal Telefe (versão realizada em outros países como México só que com nome diferente), e em Dromo, um ciclo de terror e fantasia.
Atuou na peça teatral El último encuentro, com Duilio Marzio e Fernando Heredia, e no cinema, onde atuou na produção ítalo-Argentina El reclamo, de Stefano Pasetto. Acompanhada de Leonor Manso e Ingrid Pellicori, estreou Tita votó no Cine Teatro Brown com a direção de Mariano Dossena. Ela foi indicada para os prêmios Martín Fierro como Atriz Protagonista de Unitário e/ou Minissérie por seu trabalho em Dromo: nada es lo que parece como a louca mãe de Chunchuna Villafañe.
Em 2010 foi homenageada pela Câmara Municipal, em cerimônia realizada no Teatro Roma ganhou o prêmio María Guerrero e Eter a Trajetoria, e atuou no especial histórico Lo que el tiempo nos dejó de Telefé, personificando a falecida cantora de tango Ada Falcón.
Em 2013 fez parte do elenco teatral da obra Póstumos de José María Muscari compartilhando cenas com Edda Díaz, Ricardo Bauleo, Luisa Albinoni, Gogó Rojo, Erika Wallner, Max Berliner, Nelly Prince y Tito Mendoza.
Bernard morreu em 20 de abril de 2022, aos 101 anos de idade.

## Filmes
1. El reclamo (2010)
2. Vecinos (2008)
3. Cama adentro (2004)
4. La sombra de Jennifer (2004)
5. Los inquilinos del infierno (2004)
6. Sin intervalo (2002)
7. Rebelde Way (2002)
8. Animalada (2000)
9. Radioteatro, una pasión de multitudes (corto - 2000)
10. La extraña dama (1989)
11. Cuerpos perdidos (1989)
12. Cuatro caras para Victoria (1989)
13. Diapasón (1986)
14. Mujer comprada (1986)
15. Pobre Clara (1984)
16. Rosa de lejos (1980)
17. Días de ilusión (1980)
18. Seis pasajes al infierno (1976)
19. La flor de la mafia (1974)
20. Vení conmigo (1972)
21. Autocine mon amour (1972)
22. Enigma de mujer (1956)
23. Historia de una soga (1956)
24. Mala gente (1952)

## Programas de televisão
1. Los suicidios constantes (1961)
2. Su comedia favorita (1965)
3. Lo mejor de nuestra vida... nuestros hijos (1967)
4. Mujeres en presidio (1967)
5. 0597 da ocupado (1968)
6. Muchacha italiana viene a casarse (1969)
7. Alta comedia (1971)
8. Malevo (1972)
9. El amor tiene cara de mujer (1976)
10. Un mundo de veinte asientos (1978)
11. Rosa de Lejos (1980)
12. Un latido distinto (1981)
13. Laura mía (1981)
14. Las 24 horas (1981)
15. Tal como somos (1984)
16. Pobre Clara (1984)
17. Marina de noche (1985)
18. Momento de incertidumbre (1985)
19. El camionero y la dama (1985)
20. María de nadie (1985)
21. Mujer comprada (1986)
22. Pasiones (1988)
23. La extraña dama (1989)
24. Alta comedia (1991)
25. Pasión (1991)
26. Antonella (1991)
27. Celeste (1991)
28. Cosecharás tu siembra (1991)
29. Manuela (1991)
30. Soy Gina (1992)
31. Celeste, siempre Celeste (1993)
32. Chiquititas (1995-1997) Carmen Morán
33. Alas, poder y pasión (1998)
34. Mamitas (1999)
35. Cabecita (1999)
36. Los médicos de hoy 2 (2001)
37. Los simuladores (2002), La bobe
38. Rebelde Way (2002-2003), Hilda Acosta
39. La niñera (2004)
40. Floricienta (2004), Nilda Santillan
41. El patrón de la vereda (2005)
42. Collar de esmeraldas (2006)
43. Se dice amor (2006), Lorenza
44. Los exitosos Pells (2008)
45. Dromo (2009)
46. Lo que el tiempo nos dejó (2010)
47. Malparida (2010)
48. Historias de la primera vez (2011), Carmen.[8][9]
49. Mi viejo verde (2013), Carmen de Fiore.[10]
50. Los Grimaldi (2013)

## Prêmios e nomeações
| Ano  | Prêmio               | Categoria                                    | Programa           | Resultado |
| ---- | -------------------- | -------------------------------------------- | ------------------ | --------- |
| 1992 | Prêmio Martín Fierro | Atriz coadjuvante                            | Antonella          | Ganadora  |
| 2009 | Prêmio Martín Fierro | Atriz Protagonista de Unitario y/o Miniserie | Dromo              | Nominada  |
| 2011 | Prêmio Martín Fierro | Participación Especial en Ficción            | Decisiones de vida | Nominada  |